# Pařezník obecný
Pařezník obecný (Panellus stipticus (Bull.) P. Karst., 1879, pňovka obyčejná) je saprotrofní basidiomycetní houba z čeledi Mycenaceae. Je jednou z několika desítek známých bioluminescenčních hub, přičemž luminescence je pozorována nejenom u plodnic, ale i u mycelií.
Vyskytuje se v Severní Americe, Evropě, Asii, Oceánii. V přírodě osídluje padlé kmeny a pařezy listnatých stromů, především buků, dubů a bříz. Patří mezi houby bílé hniloby. Na osídlených stromech rozkládá především tmavou ligninovou složku dřeva pomocí extracelulárních enzymů za zisku živin. Na dřevě zůstává světlý povrch tvořený vlákny celulosy.
Pařezník obecný je netoxický, avšak není používán pro výživu lidí kvůli své hořké chuti. Historicky byl využíván v medicíně jako prostředek pro zástavu krvácení. Vykazuje také inhibiční účinek na grampozitivní a gramnegativní bakterie, je schopen eliminovat volné radikály.Moderní studie jsou především zaměřeny na potenciální využití této houby v bioremediacích.

## Taxonomické zařazení
Poprvé houba byla popsána v roce 1783 francouzským mykologem Jeanem Bulliardem pod jménem Agaricus stypticus. Tato houba byla následně zařazována do různých rodů hub, což dálo vznik několika synonymům, například Crepidopus stipticus (Gray, 1821), Panus stipticus (Fr., 1838) a Lentinus stipticus (J.Schröt., 1885). Současným vědeckým jménem byla houba pojmenována v roce 1879 finským mykologem Pettrem Karstenem. V literatuře lze se také setkat s jinou variantou psaní názvu houby: Panellus stypticus. Panellus stipticus je typovým druhem rodu Panellus. S rozvojem molekulární fylogenetiky byla houba zařazena do čeledi Mycenaceae.
Jméno rodu, podle existujících teorií, znamená "malý nádor" nebo "malý bochník". V obou případech se odkazuje na vzhled na dřevě rostoucího pařezníku. Specifický epiteton stipticus je řeckým ekvivalentem latinského slova astringens, značícího jakoukoliv chemickou látku, stahující tkáně, a odkazuje na houbě připsanou schopnost zastavovat krvácení.

## Popis

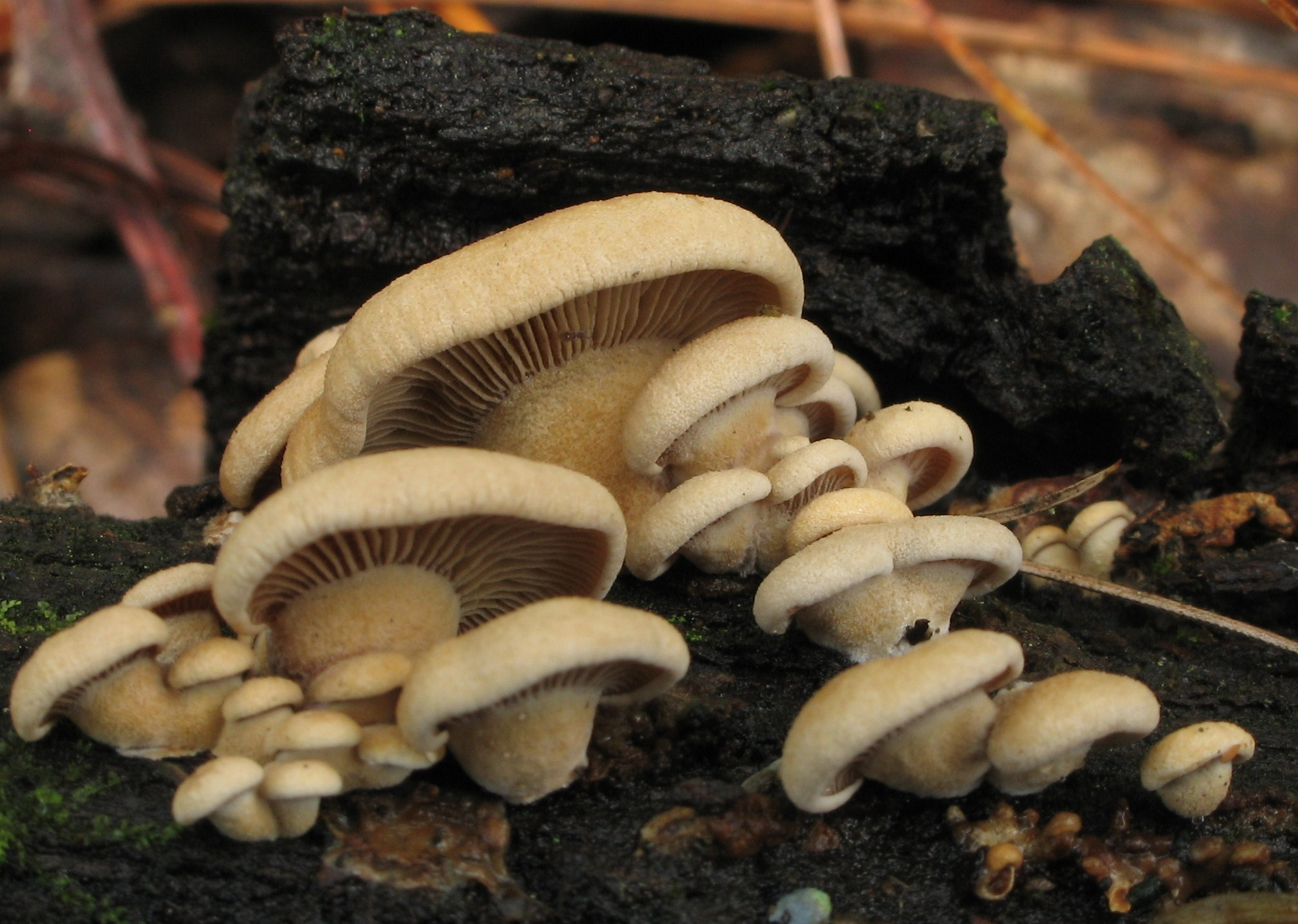
Na spodní straně klobouku jsou úzké, příčně spojené lupeny

Klobouk má průměr 1–4 cm, škeblovitý, ledvinovitý až vějířovitý tvar. Okraje klobouků jsou v dospělosti zvlněné nebo laločnaté, u mladých hub jsou ohnuté. Povrch je za vlhka slabě lepkavý, pokrytý jemnými vlákny, ve věku se často stává vrásčitým a poněkud popraskaným. Barvy klobouků čerstvých plodnic mají různou barvu, od žlutě-hnědé po skořicovou. Starší houby mají světlejší barvu klobouků. Na spodní straně klobouku jsou úzké, časté, těsně u sebe rozmístěné lupeny. Jsou tenké, od třeně ostře ohraničené, slabě příčně pospojované. Mají krémovou až světlé skořicovou barvu, za sucha tmavě hnědou. Klobouk udržuje 2–7 mm dlouhý třeň. Ke klobouku je připojen výstředně až bočně. Má válcovitý nebo dolů kuželovitě zúžený tvar a světle béžovou až okrovou barvu. Stejně jako klobouk je pokrytý jemnými vlákny. Plodnice nemají významnou vůni, chuť je nepříjemně hořká. Dužnina je kožovitá, pružná, tuhá. Má tmavě-žlutou, krémovou nebo hnědou barvu. Výtrusný prach je bílý. Spory 3,5 × 1,3 μm velké, jsou elipsoidní, hladké, amyloidní, což znamená, že při obarvení Melzerovým činidlem budou absorbovat jód a získávat tmavě-modrou barvu. Vzdušné mycelium má průměr 1,5–3,5 μm, je bílé, plstnaté až zrnité. Bazální mycelium má rozvětvené generativní hyfy se svorkami.

## Ekologie a výskyt

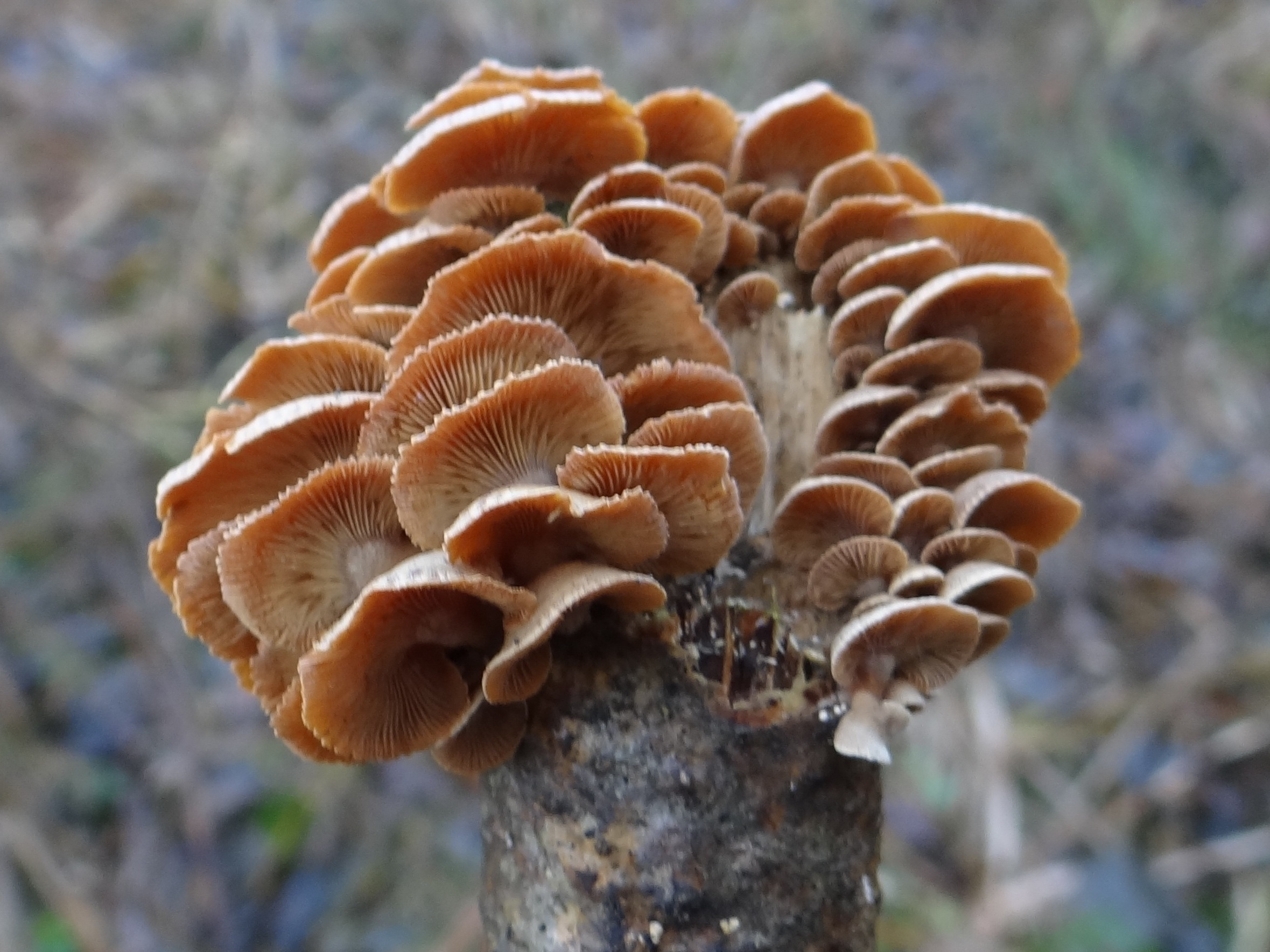
Shluk Panellus stipticus na dřevě

Panellus stipticus je hojně rozšířený po celém světě. Vyskytuje se na východě Severní Ameriky, v Evropě, Asii, Oceánii. Pařezník obecný je saprotrofní houba, získávající živiny z rozkladu složek mrtvého dřeva, především ligninu, čímž se podílí na dekompozici odumřelé organické hmoty. K rozkladu využívá extracelulární enzymy lakasu a peroxidasy. Je řazena mezi houby bílé hniloby. Plodnice obvykle formují trsy a velké shluky na pařezech, padlých kmenech a větvích listnatých stromů. Nejčastěji jsou kolonizovány dub, bříza, buk, ale také se houba může vyskytnout na olši, javoru, lísce, jasanu a kaštanovníku. Formování plodnic obvykle probíhá od jara do podzimu, v některých regionech lze plodnice pozorovat i na začátku zimy.
Plodnice slouží potravou pro slimáky a běloocasé jelence.

## Bioremediační potenciál
Přítomnost extracelulárních enzymů schopných štěpit aromatické sloučeniny dělá Panellus stipticus a další houby bílé hniloby potenciálním nástrojem pro odstranění některých organických polutantů z životního prostředí. Možnost využití těchto hub jako bioremediačních prostředků se vědecky zkoumá a některými studiemi už bylo ukázáno, že pařezník obecný snižuje obsah fenolických látek v odpadních vodách ze zpracování olivovníku v Řecku. Japonskými vědci bylo také prokázáno, že tato houba je schopna degradovat polychlorované dibenzodioxiny, vysoce perzistentní a nebezpečné látky.
Panellus stipticus může se potenciálně uplatnit i jako bioremediační prostředek pro odstranění těžkých kovů z prostředí. Houba efektivně akumuluje rtuť ze substrátu ve své plodnici. Pařezník je schopen akumulovat i další kovy, například olovo, měď, železo, nikl a zinek.

## Bioluminiscence

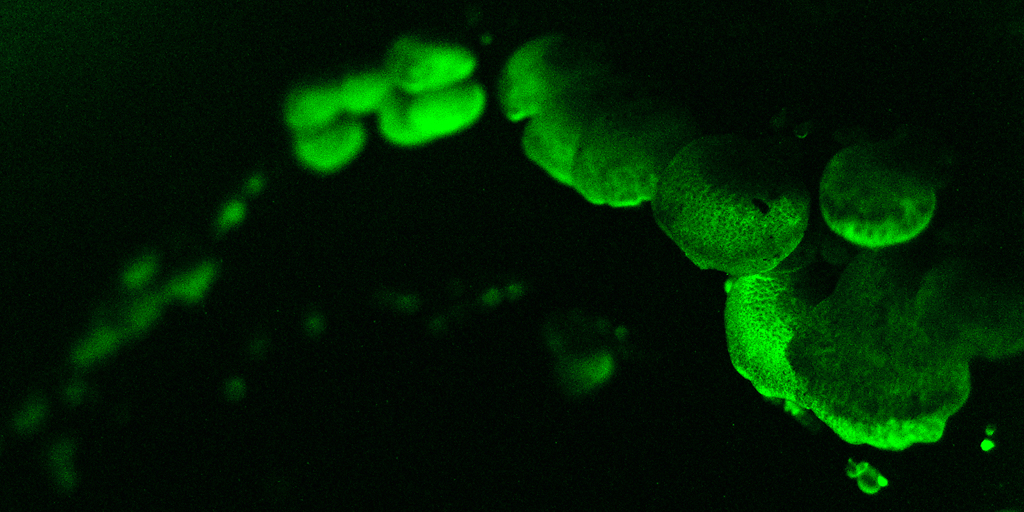
Emitace světla Panellus stipticus je poměrně intenzivní, ale nejlépe je vidět za úplné tmy

Panellus stipticus je bioluminescenční houba, je schopna emitovat zelenavé světlo, které je nejlépe vidět za úplné tmy. Světlo je emitováno nejenom plodnicí, ale i s menší intenzitou myceliem. Přestože pařezník se vyskytuje po celém světě, luminescence byla reportována jenom u severoamerických východních hub. Existuje několik teorií významu produkce světla pro P. stipticus. Produkované záření může být atraktantem pro hmyz, který pak roznáší spory houby. Také světlo by mohlo sloužit jako obranný mechanismus proti parazitům, jelikož přitahuje organismy parazity napadající. V některých studiích je diskutována možnost využití P. stipticus jako biosensoru znečištění prostředí kovy, přičemž indikace bude založena na jeho schopnosti bioluminescence. V souvislosti s tím se zkoumají vhodné podmínky pro intenzivní emitaci světla z hlediska složení růstového média, hodnoty pH, teploty a osvětlení.
Obecným mechanismem bioluminiscence je oxidace pigmentu luciferinu enzymem luciferasou. Avšak výzkumníci mechanismu luminescence P. stipticus předpokládají, že příčinou produkce světla je chemiluminescenční reakce, jelikož této houbě chybí luciferasa. Předpoklad podporuje experimentální studie, která zaregistrovala emisi světla po ošetření izolovaného z houby seskviterpenu panálu amonnými solí za přítomnosti superoxidu, dvojmocného železa a surfaktantů. Na základě tohoto experimentu bylo navrženo, že panál je houbový derivát luciferinu. Limitujícím faktorem pro emisi světla je aktivita superosiddismutasy (SOD). Tento enzym snižuje koncentraci superoxidu potřebného pro reakci. Pro produkci světla je nezbytné, aby aktivita SOD v místě emise byla dostatečně nízká.